# The Social Network (banda sonora)
The Social Network es la banda sonora de la película homónima estrenada en el año 2010. Compuesta y producida por Trent Reznor y Atticus Ross, fue lanzada el 28 de septiembre de 2010. El álbum tiene un sonido similar a la colaboración de Reznor y Ross para el disco Ghosts I-IV de Nine Inch Nails.
La crítica fue favorable, recibiendo elogios y reconocimientos por parte de la industria cinematográfica. Entre los premios que recibió destacan el Globo de Oro a la mejor banda sonora y el Óscar a la mejor banda sonora original, ambos en el 2011.

## Historia
Cuando David Fincher le pidió a Trent Reznor componer la música de su próxima película, inicialmente se negó, en parte porque Reznor acababa de terminar una gira con su banda y estaba empezando a experimentar en un proyecto musical. Reznor, después de reflexionar y leer el guion de Aaron Sorkin, se disculpó y le dijo a Fincher que lo tuviera en consideración, a lo que Fincher respondió que solo estaba esperándolo para que aceptara. 

## Recepción de la crítica
La respuesta crítica a la banda sonora fue en general favorable, con una calificación promedio de 76%, basada en cinco opiniones profesionales en el sitio especializado Metacritic.
Roger Ebert opinó que la partitura era una "composición de urgencia que llevó a la película a su impulso". Adán Spunberg, de Picktainment, observó "cómo a la perfección que se corresponde con el tenor de la película escena por escena, esta mezcla heterogénea de pistas totalmente encapsula". 
Mucho menos entusiasta fue Christian Clemmensen, de Filmtracks, quien describió el resultado "como un redundante insufrible como cualquier banda sonora en la historia reciente, sin señales de ser sobresaliente, no tiene principio ni fin, no tiene el suspenso, la adversidad y, lo más importante, sin sentido de la realización". Se otorgó el puntaje de la calificación muy rara de FRISBEE, la calificación más baja Filmtracks.

### Premios
Ganador
- Boston Society of Film Critics ( 31o Premios BSFC ): Mejor uso de música en el cine
- Los Angeles Film Critics Association ( 36 º Premios LAFCA ): Mejor Música
- Las Vegas Film Critics Sociedad ( 14a LVFCSA Sierra premios ): Mejor banda sonora
- Central Ohio Film Critics Association (noveno Premios COFC): Mejor banda sonora - finalista
- St. Louis Gateway Asociación de Críticos de Cine (7 SLFCA premios): Mejor Música (Banda sonora)
- Alianza de Mujeres Periodistas de Cine (5 Premios EDA): Mejor Película Musical
- Broadcast Film Critics Asociación ( 16a críticos Movie Awards Selección ): Mejor banda sonora
- Hollywood Foreign Press Association ( 68a edición de los Globos de Oro ): Mejor banda sonora original - película
- La Academia Americana de las Artes y las Ciencias ( 83a Premios de la Academia ): Mejor banda sonora original

Nominaciones
- San Diego Film Critics Sociedad ( 15o Premios SDFCS ): mejor banda sonora
- Washington DC Area Film Critics Asociación ( noveno WAFCA premios ): mejor banda sonora
- Houston Críticos de Cine de la Sociedad ( cuarto Premios JMAF ): Mejor banda sonora
- Academia Internacional de Prensa ( 15o Premios Satélite ): Mejor Música
- Chicago Film Critics Association ( 22 Premios ACCP ): Mejor música - Película
- Denver Sociedad de Críticos de Cine (9 º Premios DFCS): Mejor banda sonora

## Lista de canciones
| N.º | Título                                           | Duración |  |
| 1.  | «Hand Covers Bruise»                             | 4:18     |  |
| 2.  | «In motion»                                      | 4:56     |  |
| 3.  | «A Familiar Taste»                               | 3:35     |  |
| 4.  | «It Catches Up with You»                         | 1:39     |  |
| 5.  | «Intriguing Possiblities»                        | 4:24     |  |
| 6.  | «Painted Sun in Abstract»                        | 3:29     |  |
| 7.  | «3:14 Every Night»                               |          |  |
| 8.  | «Pieces From the Whole»                          |          |  |
| 9.  | «Carbon Prevails»                                |          |  |
| 10. | «Eventually We Find Our Way»                     |          |  |
| 11. | «Penetration»                                    |          |  |
| 12. | «In the Hall of the Mountain King(Edvard Grieg)» |          |  |
| 13. | «On We March»                                    |          |  |
| 14. | «Magnetic»                                       |          |  |
| 15. | «Almost Home»                                    |          |  |
| 16. | «Hand Covers Bruise, Reprise»                    |          |  |
| 17. | «Complication with Optimistic Outcome»           |          |  |
| 18. | «Soft Trees Break the Fall»                      |          |  |
| 19. | «The Gentle Hum of Anxiety»                      |          |  |

## Para su consideración
Una muestra lanzada para la consideración de los premios dio lugar a un diferente listado de canciones y muchos títulos alternativos, ediciones y mezclas a la banda sonora disponible comercialmente, junto con una pista que no está en la edición comercial. 
Todas las canciones escritas y compuestas por Trent Reznor y Atticus Ross.
| N.º   | Título                                                        | Duración |  |
| 1.    | «Main Title Sequence» (Hand Covers Bruise)                    | 3:31     |  |
| 2.    | «Let the Hacking Begin» (In Motion)                           | 3:21     |  |
| 3.    | «Cocksucker» (It Catches Up with You)                         | 1:45     |  |
| 4.    | «In Evidence» (Intriguing Possibilities)                      | 4:07     |  |
| 5.    | «Does She Have a Boyfriend?» (Painted Sun in Abstract)        | 2:52     |  |
| 6.    | «Zuckerberg Stole Our Website» (3:14 Every Night)             | 0:47     |  |
| 7.    | «Family of Means» (Pieces Form the Whole)                     | 1:59     |  |
| 8.    | «What Are We Doing About This?» (Hand Covers Bruise, Reprise) | 1:56     |  |
| 9.    | «Bathroom Sex» (Eventually We Find Our Way)                   | 3:05     |  |
| 10.   | «Violation of Harvard Law» (3:14 Every Night)                 | 0:46     |  |
| 11.   | «Trip to N.Y.» (Penetration)                                  | 1:08     |  |
| 12.   | «Dinner with Sean»                                            | 0:59     |  |
| 13.   | «Bank of America» (Almost Home)                               | 1:20     |  |
| 14.   | «Who's Eduardo Saverin?» (3:14 Every Night)                   | 0:40     |  |
| 15.   | «Fire in My Apartment» (On We March)                          | 1:49     |  |
| 16.   | «What Were the Shares Diluted Down to?» (Hand Covers Bruise)  | 2:20     |  |
| 17.   | «Something's Happened» (The Gentle Hum of Anxiety)            | 2:18     |  |
| 18.   | «Soft Trees Break the Fall»                                   | 4:34     |  |
| 39:10 |                                                               |          |  |